# Калуга
Калуга (рус. Калу́га) град је у Русији и административни је центар Калушке области. Лежи на реци Ока, 188 километара југозападно од Москве. Према попису становништва из 2019. у граду је живело 336.726 становника.
Град је основан средином 14. века као гранична тврђава Велике московске кнежевине. Први пут се помиње под својим садашњим именом 1371. године.
Овде се налази Државни музеј историје космонаутике Циолковски.

## Географија
Површина града износи 168,8 km².

## Становништво
Према прелиминарним подацима са пописа, у граду је 2019. живело 336.726 становника.
| 1939.  | 1959.   | 1970.   | 1979.   | 1989.   | 2002.   | 2010.   | 2019.   |
| ------ | ------- | ------- | ------- | ------- | ------- | ------- | ------- |
| 89.396 | 134.235 | 210.906 | 265.013 | 311.319 | 334.751 | 325.185 | 336.726 |

## Партнерски градови
- Зул
- Лахти
- Панорама
- Минск
- Binzhou
- Јалта
- Бининген
- Тираспољ
- Смоленск
- Орел
- Тула
- Махачкала
- Лешно
- Кемниц
- Сјанјанг
- Клирвотер